# Siemion Kriwoszein
Siemion Moisiejewicz Kriwoszein, ros. Семён Моисеевич Кривошеин (ur. 16 listopada?/28 listopada 1899 w Woroneżu, zm. 16 września 1978 w Moskwie) – radziecki dowódca wojskowy, generał porucznik wojsk pancernych Armii Czerwonej, Bohater Związku Radzieckiego (1945).

## Życiorys
Urodził się w rodzinie żydowskiej. W Armii Czerwonej od 1918. Uczestnik wojny domowej w Rosji (1917–1922) i wojny domowej w Hiszpanii (1936–1937), następnie walk Armii Czerwonej z armią japońską w Mandżurii, nad jeziorem Chasan (1938) na granicy mandżursko-sowieckiej.
W trakcie sowieckiej agresji na Polskę w 1939, w stopniu kombriga dowodził 29 Brygadą Czołgów. 22 września odbierał w Brześciu wspólnie z gen. Heinzem Guderianem wspólną defiladę, w związku z przekazaniem miasta i twierdzy przez Wehrmacht Armii Czerwonej. Wojskom niemieckim życzył podczas tego wydarzenia szybkiego zwycięstwa nad „kapitalistyczną Anglią” i zaprosił Heinza Guderiana do Moskwy po tym zwycięstwie.
Jego oddziały w Brześciu nad Bugiem wzięły do niewoli 1030 polskich oficerów, 1220 podoficerów i 34 tys. szeregowych żołnierzy. Na dworzec kolejowy w Brześciu w bałaganie odwrotu ku bezpiecznym granicom przybyło kilkadziesiąt polskich transportów wojskowych z żołnierzami i sprzętem. Wysiadali z wagonów wprost w sowieckie ręce jeszcze 25 września 1939.
Po wprowadzeniu w 1940 w Armii Czerwonej rang generalskich zweryfikowany jako generał major. Po ataku Niemiec na ZSRR walczył z wojskami niemieckimi na Froncie Centralnym. Uczestnik bitwy pancernej na łuku kurskim. W latach 1944–1945 dowodził 1 Krasnogradzkim Korpusem Zmechanizowanym, m.in. w operacji berlińskiej, za udział w której otrzymał tytuł „Bohatera Związku Radzieckiego”. W latach 1946–1950 był szefem Katedry Taktyki Akademii Wojskowej im. Michaiła Frunzego w Moskwie. W latach 1952–1953 ukończył Wyższe Kursy Akademickie w Akademii Sztabu Generalnego Sił Zbrojnych ZSRR im. Klimienta Woroszyłowa w Moskwie.
Po śmierci Józefa Stalina, w maju 1953 przeniesiony do rezerwy. Zmarł 16 września 1978 w Moskwie i tam został pochowany.

## Odznaczenia
- Medal Złota Gwiazda Bohatera Związku Radzieckiego (29 maja 1945)
- Order Lenina – trzykrotnie
- Order Czerwonego Sztandaru – trzykrotnie
- Order Kutuzowa I klasy
- Order Suworowa II klasy
- Order Czerwonej Gwiazdy
- Medal 100-lecia urodzin Lenina
- Medal „Za obronę Moskwy”
- Medal „Za zdobycie Berlina”
- Medal „Za zwycięstwo nad Niemcami w Wielkiej Wojnie Ojczyźnianej 1941–1945”
- Medal jubileuszowy „Dwudziestolecia zwycięstwa w Wielkiej Wojnie Ojczyźnianej 1941–1945”
- Medal jubileuszowy „Trzydziestolecia zwycięstwa w Wielkiej Wojnie Ojczyźnianej 1941–1945”
- Medal jubileuszowy „XX lat Robotniczo-Chłopskiej Armii Czerwonej”
- Medal jubileuszowy „30 lat Armii Radzieckiej i Floty”
- Medal jubileuszowy „40 lat Sił Zbrojnych ZSRR”
- Medal jubileuszowy „50 lat Sił Zbrojnych ZSRR”
- Medal jubileuszowy „60 lat Sił Zbrojnych ZSRR”
- Order Krzyża Grunwaldu II klasy (Polska)
- Medal za Warszawę 1939–1945 (Polska)
- Medal za Odrę, Nysę, Bałtyk (Polska)